# La Bellière (Orne)
La Bellière é uma comuna francesa na região administrativa da Normandia, no departamento de Orne. Estende-se por uma área de 13,91 km². Em 2010 a comuna tinha 129 habitantes (densidade: 9,3 hab./km²).